# ییندژیخ بلاختا
ییندژیخ بلاختا (چکی: Jindřich Plachta; ۱ ژوئیهٔ ۱۸۹۹ – ۶ نوامبر ۱۹۵۱) بازیگر اهل کشور چکسلواکی بود. او بین سال‌های ۱۹۲۶ تا ۱۹۵۱ در بیش از ۱۰۰ فیلم ظاهر شد.
از فیلم‌ها یا برنامه‌های تلویزیونی که وی در آن نقش داشته‌است می‌توان به حلقه ازدواج اشاره کرد.